# Ибрагимов, Галимджан Гирфанович

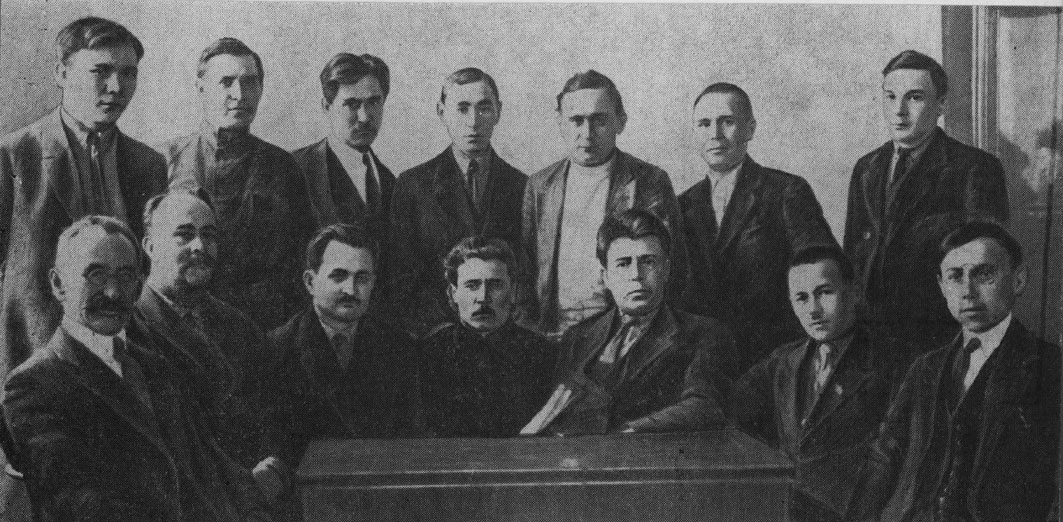
Ибрагимов среди писателей, журналистов и ученых. 1925—1926 годы.

Галимджа́н Гирфа́нович Ибраги́мов (тат. Галимҗан Гыйрфан улы Ибраһимов, 12 марта 1887, Султанмуратово, Уфимская губерния — 21 января 1938, Казань) — татарский писатель и языковед, общественный деятель. Один из зачинателей современной татарской советской литературы.
Герой Труда (1932). Был репрессирован по обвинению в антисоветской деятельности. Реабилитирован 24 сентября 1955 года.

## Биография

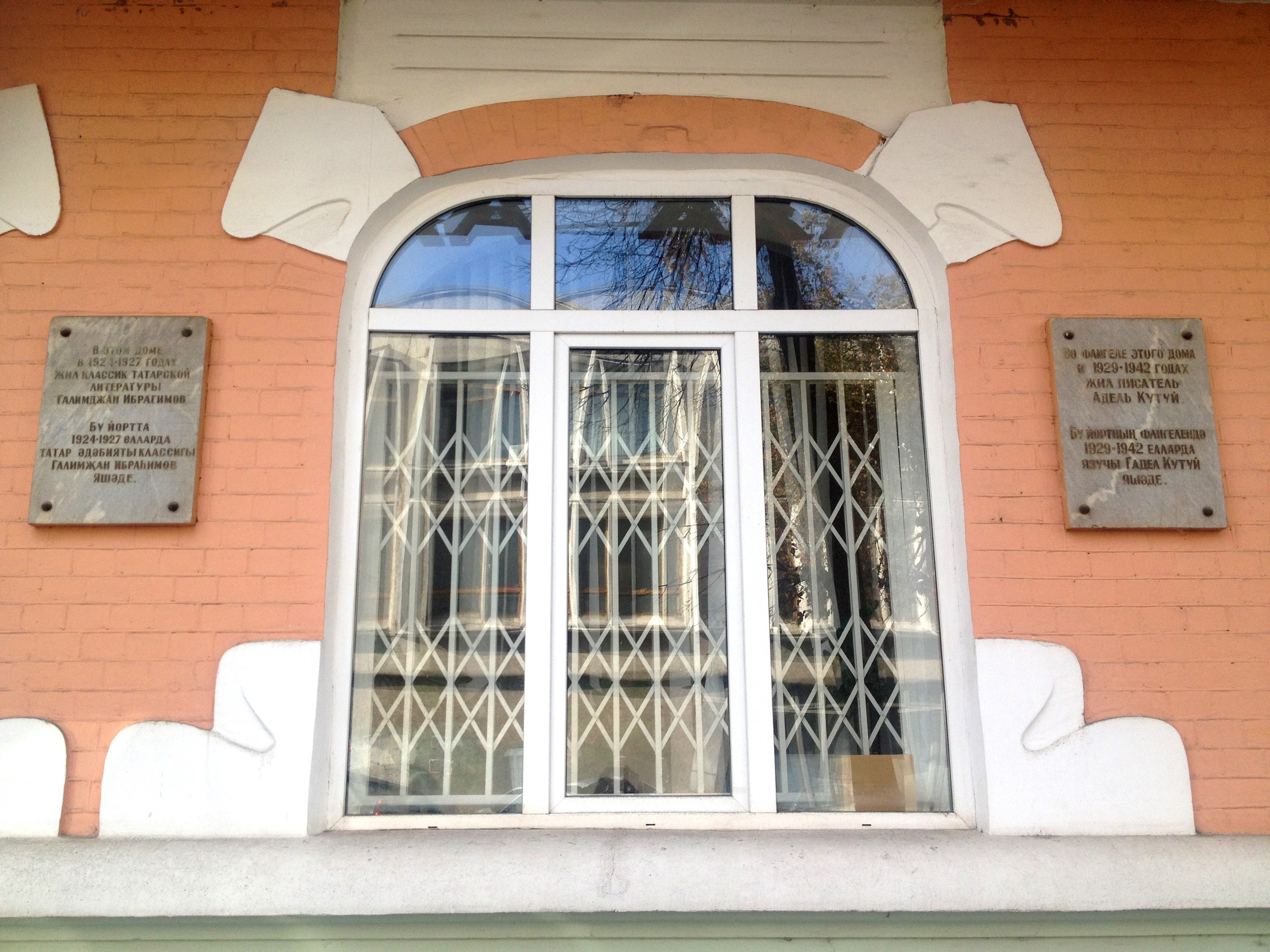
Дом К. С. Олешкевича (г. Казань, ул. Муштари, 33), где жил писатель Г. Ибрагимов

Галимджан Гирфанович Ибрагимов родился 12 марта 1887 года в деревне Султанмуратово Стерлитамакского уезда Уфимской губернии (сейчас Аургазинский район Республики Башкортостан). Первоначальное образование получил в сельском медресе и начальной русской школе. В 1906—1908 годы в Уфе он обучался в медресе «Галия». Первый рассказ Ибрагимова «Изгнание Заки-шакирда из медресе» появился в 1907 году в газете «Эль-Ислах». Среди первых рассказов «Жертвы любви», «Судьба татарки» (первый вариант) и исторический труд «Культура древнего ислама». В 1909 г. Г. Ибрагимов переезжает в Казань и решает посвятить себя литературному делу, а в 1912 году он публикует первое крупное произведение «Яшь йорәкләр»(«Молодые сердца»), принёсшее ему популярность. В этот период (1909—1912 гг.) в полную силу раскрывается его творческий потенциал. Он пишет рассказы «Яз башы» («Начало весны»), «Диңгездә» («В море»), «Сөю-сәгадәт» («Любовь-счастье» и др.) В 1915—1917 гг. Г.Ибрагимов преподает в медресе «Галия» в Уфе. В эти годы он пишет свои рассказы «Көтүчеләр» («Пастухи»), «Табигать балалары» («Дети природы» др.), роман «Безнең көннәр» («Наши дни»); научно-педагогические работы «Грамматика татарского языка», «Новая литература», «Методика преподавания родного языка».
После Февральской революции в России в 1917 году Галимжан Ибрагим и Сайфи Файзи издают в Стерлитамаке татарскую газету «Ирек» («Свобода»), а с сентября 1917 года — он редактирует татарскую газету «Безнең юл» («Наш путь»). В мае 1922 года вышел в свет первый номер литературно-художественного и общественно-политического журнала на татарском языке «Безнең юл», предшественника нынешнего издания «Казан утлары». Через этот журнал, созданный по инициативе Галимжана Ибрагимова, татарский читатель впервые ознакомился с произведениями Х. Такташа, Ш. Камала, Ш. Усманова, К. Наджми, А. Кутуя и других писателей. Он являлся также одним из организаторов и редактором журнала «Магариф».
Г. Ибрагимов создает драму «Яңа кешеләр» («Новые люди»), повесть «Кызыл чәчәкләр» («Красные цветы»), романы «Тирән тамырлар» («Глубокие корни»), «Казакъ кызы» («Дочь степи»). Самые известные произведения Г. Ибрагимова — «Судьба татарской женщины» «Дети природы», романы «Молодые сердца», «Наши дни». Среди научных работ — «Татарская грамматика» (1911), «Теория литературы» (1916), «Методика преподавания родного языка» (1918).
Г. Ибрагимов — один из лидеров и создателей Партии татаро-башкирских мусульманских левых эсеров. В 1918 году он — один из организаторов Комиссариата по делам мусульман Внутренней России. В 1920-24 — сотрудник Издательского отдела Центрального бюро Коммунистических народов Востока при ЦК РКП(б), преподаватель  Татарского коммунистического университета в Казани. С 1920 г. в Наркомате просвещения ТАССР, один из организаторов и редакторов журналов «Безнен юл» и «Магариф». В 1925—1927 председатель Академического центра при Наркоме просвещения, координатор перевода и издания на татарский язык сочинений В. Ленина.
Последние годы жизни (с 1927 г.) в связи с болезнью Г. Ибрагимов провел в Крыму (Ялте), где был арестован и перевезен в Казань. Скончался он 21 января 1938 года в тюремной больнице. Реабилитирован посмертно.

## Обучение
- Домашнее образование — родился в семье муллы.
- 1898—1905 — поступил в медресе Вали муллы (Оренбург).
- 1906—1909 — шакирд медресе «Галия».

## Писатель, редактор, издатель
Дебютировал автобиографическим рассказом «Изгнание из медресе Заки-шакирда» (1907).
В 1910 вышел первый сборник рассказов «Начало весны» («Яз башы»). Написал рассказы и повести «Судьба татарской женщины», «Старый батрак» («Карт ялчы», 1912), «Дети природы» («Табигать балалары», 1914), романов «Молодые сердца» («Яшь йөрәкләр», 1912), «Наши дни» («Безнең көннәр», 1920) и др. Его творчество оказало влияние на развитие художественной прозы тюркоязычных народов.
Редактор ж. «Безнең юл» («Наш путь»), «Мәгариф» («Просвещение»), де-факто «Аң» (Казань); газеты «Чулпан». Совместно с Фатыхом Сайфи-Казанлы выпускал газету «Ирек» («Воля»).

## Научная и преподавательская деятельность
Автор трудов по татарской филологии и лингвистике.
- «Татарская грамматика» (1911),
- «Теория литературы» (1916),
- «Методика преподавания родного языка» (1918).

Автор статей, посвящённых творчеству казахских литераторов Абая Кунанбаева и Чокана Валиханова.
Преподавал (с 1913 года, в медресе «Галия»).
Возглавлял Академический центр Наркомпроса республики (1925—1927) (снят за «активную националистическую деятельность»).
В феврале 1926 года Ибрагимов возглавил делегацию ТатАССР на I Всесоюзном тюркологическом съезде (Баку), посвящённом вопросам латинизации письменности тюркоязычных народов, где он выступил против латинизации.

## Революционная деятельность
В 1912 году переехал в Киев, где при его активном участии возникает тайная мусульманская студенческая организация.
В 1913 году арестован и в том же году освобожден за недостаточностью улик. Долгое время находился под надзором полиции.
Тема революции стала одной из главных в творчестве писателя. В романе «Наши дни» описал события революции 1905 года и боевую дружбу русских и татарских рабочих. В повести «Сказание о красных цветах» (1920), в романе «Глубокие корни» (1928) дан образ борца за Советскую власть.
В 1917 году избран в Всероссийское учредительное собрание в Уфимском избирательном округе по списку № 3 (левые мусульмане, эсеры (татары)).

## Послереволюционная деятельность

Памятная доска в честь Галимджана Ибрагимова

- Памятная доска в честь Галимджана ИбрагимоваВ 1920—1924 — сотрудник Издательского отделения Центрального бюро Комитета народов Востока при ЦК РКП(б) и ж. «Красный Восток», преподаватель Коммунистического университета в Казани[3].
- В 1925 — председатель Академического центра при Наркомате просвещения, член коллегии Наркомпроса ТАССР.
- До 1937 (???)
- работал заместителем председателя Мусульманского комиссариата при Наркомате национальностей (упраздненного в апреле 1924 года!!!) по переводу и изданию на татарский язык сочинений В. И. Ленина.[3].

## Арест
3 августа 1937 года в Ялте Ибрагимов был арестован, сдан в горотдел и после прибытия в Казань помещён в тюремную больницу НКВД ТАССР. Суда над писателем не было, не было никакого приговора, но его произведения были изъяты из библиотек, а имя запрещено к употреблению. Следствие было прекращено в связи со смертью писателя 21 января 1938 года. Реабилитирован посмертно в сентябре 1955 года.

## Известные адреса
- В Уфе:
  - улица Свердлова (ранее Малая Казанская), 86.
  - Электрический переулок, 7
  - Коммунистическая (ранее Большая Успенская) улица, 50.
- В Киеве: 
  - Степановская (Старовокзальная) улица, 18.
  - Львовская (Сечевых Стрельцов) улица, 55.
- В Сухуми: 2-я Подгорная улица, дом Сигаева.
- В Казани:
  - улица Каюма Насыри (ранее Захарьевская), 10.
  - улица Муштари (ранее Комлева), 33.

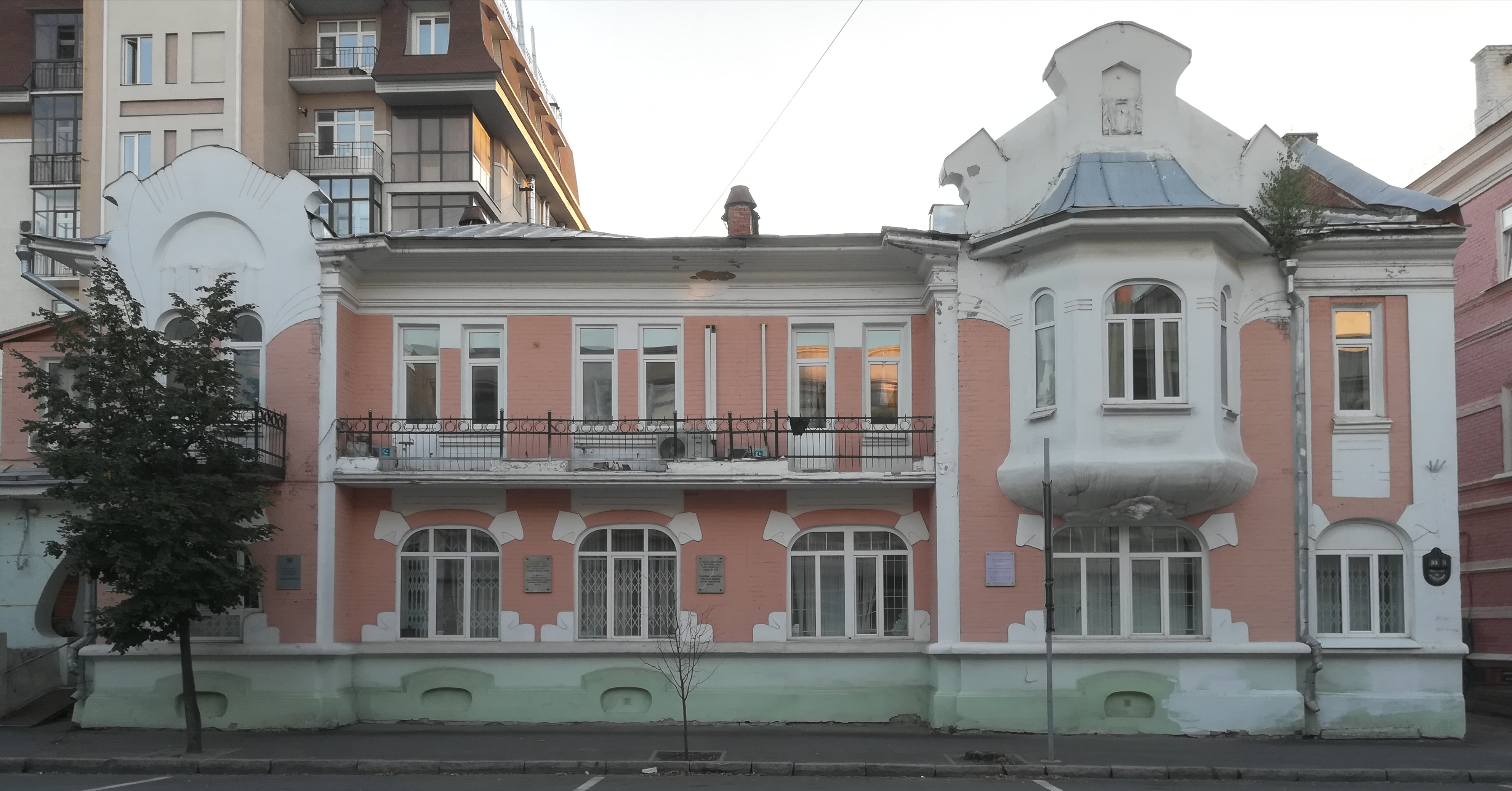
Улица Муштари 33

- В Ялте:
  - улица Халтурина, 5.
  - Боткинская улица, 23.[8]

## Память
ГЕРОЮ ТРУДА
Гр. Ибрагимову Галимджану Гирфановичу
Президиум Всероссийского Центрального Исполнительного Комитета, отмечая Вашу выдающуюся и исключительно полезную деятельность в области социально-культурного развития татарских трудящихся масс, выразившуюся в создании классических произведений татарской художественной литературы, в издании специальных трудов по изучению классовой борьбы и революционного движения среди татар, а также учитывая Вашу активную общественную работу, — награждает Вас званием Героя Труда.
Председатель Всероссийского Центрального
Исполнительного Комитета М. Калинин
И. О. Секретаря Всероссийского Центрального
Исполнительного Комитета Н. Новиков
Москва, Кремль.
11 ноября 1932 года.
№ 118
— В. П. Россовский. Герои Труда. Калуга, 1999
- Посмертный памятник Ибрагимову стоит на Арском кладбище в городе Казани.
- Имя Ибрагимова присвоено Институту языка, литературы и искусства Академии наук Республики Татарстан.
- В 1987 году в родной деревне писателя был открыт музей.Музей Галимджана Ибрагимова в селе Султанмуратово

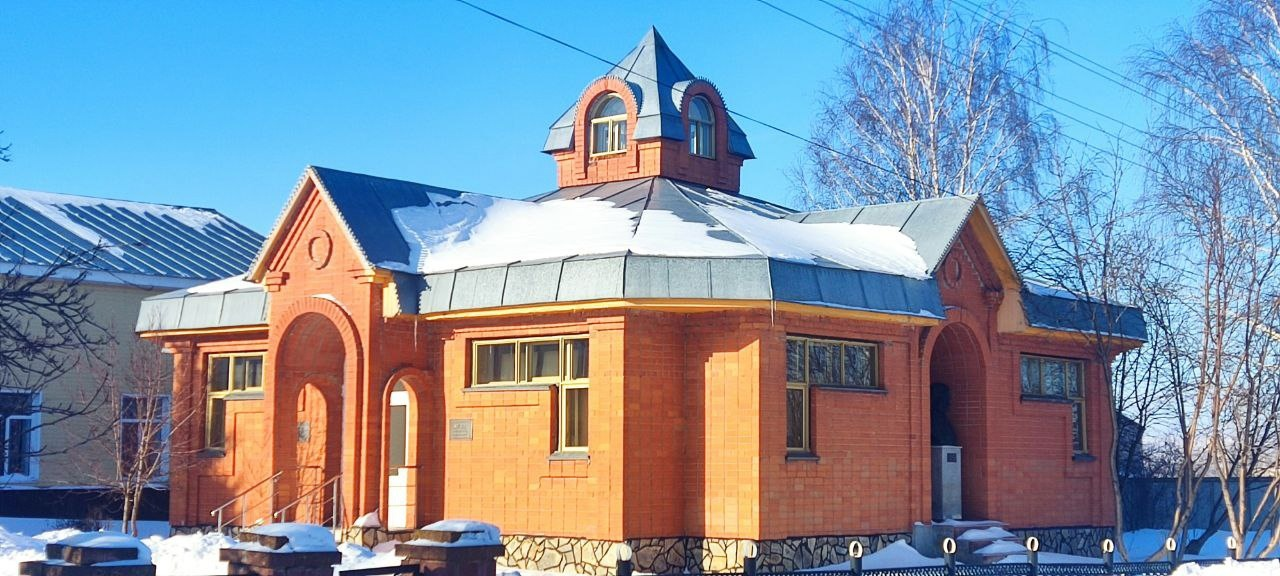
Музей Галимджана Ибрагимова в селе Султанмуратово

- В Казани есть Проспект Ибрагимова, на доме 33 по улице Муштари установлена мемориальная доска.
- В Казани в честь Г. Г. Ибрагимова названа Татарская Гимназия № 17, во дворе которой установлен бюст писателя.
- В Уфе в честь Галимджана Ибрагимова названа улица — бульвар Ибрагимова, где ему установлена мемориальная доска.[9]
- Художник Ханиф Хабибрахманов создал барельеф Ибрагимова.[10]
- В Стерлитамаке (Республика Башкортостан) в 2021 г. на Аллее ученых и писателей перед зданием филиала Башкирского госуниверситета установлен бюст Г. Г. Ибрагимову.

Бюст Галимджана Ибрагимова в селе Султанмуратово